# Perissocentrus tumidulus
Perissocentrus tumidulus är en stekelart som beskrevs av Grissell 1992. Perissocentrus tumidulus ingår i släktet Perissocentrus och familjen gallglanssteklar. Inga underarter finns listade i Catalogue of Life.